# 坂口博規
坂口 博規（さかぐち ひろき、1947年 - ）は、日本の国文学者、駒澤大学名誉教授。専門は和歌文学、仏教文学。

## 来歴
1970年駒澤大学文学部国文学科卒業。1972年同大学院文学研究科国語国文学専攻修士課程修了。同年、駒澤大学文学部国文学科助手に就く。1980年から岩見沢駒澤短期大学国文科助教授・駒澤大学北海道教養部兼任助教授、1988年 駒澤短期大学国文科助教授を経て、2006年総合教育研究部日本文化部門教授に就任。
国文科や日本文化部門主任ほか、仏教文学研究所所長を務めた。「今物語」「十訓抄」「発心集」、歌聖 西行の研究を行う。中世文学会や和歌文学会などに所属。
2013年定年退任、名誉教授。

## 著書
出典: 
西行関係
- 「西行の奥州再度の旅の背景」『駒澤國文』第12号、駒沢大学文学部国文学研究室、1975年2月、67-73頁、国立国会図書館サーチ：R000000004-I1534470。
- 「「西行物語」考」『駒澤國文』第13号、駒沢大学文学部国文学研究室、1976年2月、32-46頁、国立国会図書館サーチ：R000000004-I1642060。
- 「「西行物語」の成立時期をめぐって--絵巻と物語の関係を中心に」『駒澤大學文學部研究紀要』第34号、駒沢大学、1976年3月、43-69頁、国立国会図書館サーチ：R000000004-I1647006。
- 「西行大峰入りの歌をめぐって」『駒澤國文』第15号、駒沢大学文学部国文学研究室、1978年3月、53-70頁、国立国会図書館サーチ：R000000004-I1873737。
- 「西行と月輪観--大峰修行の時期を求めて」『駒澤國文』第17号、駒沢大学文学部国文学研究室、1980年3月、163-175頁、国立国会図書館サーチ：R000000004-I2118426。
- 「西行の自我意識--「たてだてし」像をめぐって」『駒澤國文』第25号、駒沢大学文学部国文学研究室、1988年2月、117-129頁、国立国会図書館サーチ：R000000004-I2897844。
- 「西行の自我意識 : 出家をめぐって」『駒沢短大国文』第22巻、駒澤短期大学、1992年3月、1-20頁、国立国会図書館サーチ：R100000002-I000000008831-i5468680。
- 「西行初度奥州旅行試論 : 旅行の動機・時期・意義をめぐって」『駒沢短大国文』第24巻、駒澤短期大学、1994年3月、35-69頁、国立国会図書館サーチ：R100000002-I000000008831-i5468749。
- 「西行の宗教活動--「勧進行」を中心として」『駒沢大学仏教文学研究』第1号、駒沢大学仏教文学研究所、1998年3月、151-184頁、国立国会図書館サーチ：R000000004-I4555842。
- 「西行の「身」と「心」をめぐって」『駒沢短大国文』第28巻、駒澤短期大学、1998年3月、38-49頁、国立国会図書館サーチ：R100000002-I000000008831-i5468890。
- 「西行と奥州旅行」『国文学 : 解釈と鑑賞』第65巻第3号、至文堂、2000年3月、90-96頁、国立国会図書館サーチ：R000000004-I4975566。
- 「西行と熊野・伊勢移住」『駒沢短大国文』第30巻、駒澤短期大学、2000年3月、43-62頁、国立国会図書館サーチ：R100000002-I000000008831-i5468960。
- 「西行の出家について--「政治原因説」の評価」『駒沢大学仏教文学研究』第3号、駒沢大学仏教文学研究所、2000年3月、189-218頁、国立国会図書館サーチ：R000000004-I5351712。
- 「西行の大峰修行」『国文学 : 解釈と鑑賞』第76巻、至文堂、2011年3月、80-88頁、国立国会図書館サーチ：R000000004-I10964729。
- 「科研費報告書より 美濃中山道大井宿の西行伝説」『西行学』第7号、西行学編集委員会、2016年8月、125-135頁、国立国会図書館サーチ：R000000004-I027810078。

その他
- 「「雁の草子」に見る物語草子制作の問題」『駒澤國文』第10号、駒沢大学文学部国文学研究室、1973年6月、41-51頁、国立国会図書館サーチ：R000000004-I392524。
- 「越谷吾山の辞書「俳諧翌檜」の本文〔本巻〕-1-」『北海道駒沢大学研究紀要』第19号、駒沢大学、1984年3月、65-112頁、国立国会図書館サーチ：R000000004-I2681159。
- 「「発心集」第1-6,南筑紫上人をめぐって」『駒澤國文』第22号、駒沢大学文学部国文学研究室、1985年、67-80頁、国立国会図書館サーチ：R000000004-I2735412。
- 「越谷吾山の辞書「俳諧翌檜」の本文〔本巻〕-2-」『北海道駒沢大学研究紀要』第20号、駒沢大学、1985年3月、63-143頁、国立国会図書館サーチ：R000000004-I2749327。
- 「松平文庫本「後深草院弁内侍家集」について : 附、同文庫本「弁内侍寛元記」について」『北海道駒沢大学研究紀要』第23巻、駒沢大学、1988年3月、47-72頁、国立国会図書館サーチ：R000000004-I2897870。
- 「『今物語』から『十訓抄』へ : 『今物語』第二話の書承関係を糸口に」『北海道駒沢大学研究紀要』第24巻、駒沢大学、1989年3月、1-29頁、国立国会図書館サーチ：R000000004-I2938298。
- 「駒澤大学図書館蔵『修験行者伝記』の役小角伝について」『駒澤短期大学研究紀要』第25巻、駒沢短期大学、1997年3月、1-78頁、国立国会図書館サーチ：R100000002-I000000008830-i5467290。

共著
- 佐原作美、坂口博規、片山晴賢、木村晟「国立故宮博物院収蔵書学術調査報告 其之一」『駒沢短期大学研究紀要』第22巻、駒沢短期大学、1994年3月、1-12頁、国立国会図書館サーチ：R100000002-I000000008830-i5467086。